# Heim ins Reich
Heim ins Reich (fil) (tyska "Tillbaka till Riket") var en paroll som användes som politiskt slagord i Nazityskland. Enligt uppgift tillskrivs parollen Konrad Henlein, vilken under Sudetkrisen 15 september 1938 spred ett upprop som slutade med orden:
"Wir wollen als freie deutsche Menschen leben! Wir wollen wieder Frieden und Arbeit in unserer Heimat! Wir wollen heim ins Reich! Gott segne uns und unseren gerechten Kampf."
"Vi vill leva som fria tyska människor! Vi vill ha arbete och frid i vår hembygd! Vi vill åter till Riket! Gud signe oss och vår rättfärdiga kamp."
Heim ins Reich som kampanj innebar att alla tyskar som bodde utanför Tyskland skulle förenas i Großdeutschland. Hitler krävde att tyskspråkiga områden, till exempel Österrike och Sudettyskland, skulle inkorporeras i Tredje riket. Denna aggressiva expansionspolitik bidrog i hög grad till andra världskrigets utbrott 1939.